# 埃莉萨·卡萨诺瓦
埃莉萨·卡萨诺瓦（義大利語：Elisa Casanova，1973年11月26日—），意大利女子水球运动员。她曾代表意大利国家队参加2008年和2012年夏季奥林匹克运动会水球比赛，两届比赛均未能收获奖牌。